# Crítica ao Programa de Gotha
A Crítica ao Programa de Gotha (em alemão: Kritik des Gothaer Programms) é um documento baseado numa carta de Karl Marx, escrita, ao início de 1875, para o grupo da social-democracia alemã em Eisenach, do qual Marx e Friedrich Engels eram próximos, criticando o Programa de Gotha. Oferecendo talvez um dos pronunciamentos mais detalhados de Marx sobre assuntos revolucionários, em termos de programação e estratégia, o documento discute a revolução socialista, a "ditadura do proletariado" — o período de transição do capitalismo para o comunismo; o internacionalismo proletário e o partido da classe operária. 
A Crítica também é notável para elucidações quanto ao princípio "De cada qual, segundo sua capacidade; a cada qual, segundo suas necessidades", como base para a sociedade comunista. Marx também menciona que no socialismo "o indivíduo recebe da sociedade exatamente o que lhe oferece."  Indicando que enquanto o comunismo seria um sociedade onde o pagamento é baseado nas necessidades, o socialismo sendo imaturo e incompleto, os salários seriam baseados em feitos. A "Crítica ao programa de Gotha", publicado postumamente, é considerado um de seus escritos de maior valor, por ser uma das mais pormenorizadas quanto à sua descrição de "Comunismo". 
A carta é direcionada para a cidade alemã de Gota, onde um congresso do partido ocorreria. No congresso, os militantes de Eisenach planejavam se unir com os Lassaleanos, de forma a unificar o partido para mais tarde se tornar mais poderoso sob o nome Partido Social Democrata da Alemanha.  Os "Eisenaches" enviaram o esboço do programa para a união dos partidos para Marx fazer seus comentários. Este acreditou que o programa estava negativamente afetado pela influência de Ferdinand Lassalle, a quem Marx via como um oportunista desejando limitar as exigências do movimento operário em troca de concessões governamentais. Contudo, no congresso em Gota, ao final de Maio de 1875, o rascunho do programa foi aceito pela maioria com alterações mínimas. 
A carta de Marx, só foi publicada em 1891, oito anos após sua morte, quando a Social Democracia Alemã declarou suas intenções de adotar novo programa, e Engels utilizou a carta de Marx como possível programa, publicando-a. 

## Origem e história de publicação
A obra de aproximadamente 20 páginas foi escrita de abril a início de maio de 1875 e inicialmente foi distribuída apenas nos círculos íntimos de de Marx e Engels. Em 1891, após a morte de Marx, quando as leis anti-socialistas caíram e o Partido Socialista dos Trabalhadores da Alemanha, que emergiu do  Partido dos Trabalhadores Social-Democratas (em alemão "Sozialdemokratischen Arbeiterpartei“ ou SDAP) e da Associação Geral dos Trabalhadores Alemães (em alemão "Allgemeinen Deutschen Arbeiterverein" ou ADAV). Na ocasião, o Partido Socialista dos Trabalhadores da Alemanha voltou-se cada vez mais para o marxismo, sobretudo, após o Congresso do Partido de Erfurt, tendo Friedrich Engels tradizo a obra a revista "Die Neue Zeit" (O novo tempo), nº 18, vol. 1, 1890-1891 com prefácio de publicação para influenciar a disputa.  O prefácio de Engels explica brevemente o surgimento do roteiro e o discute as medidas de substituição de palavras, então necessárias à publicação. Atualmente, é possível ler a obra exatamente como Karl Marx a escreveu.
"O manuscrito impresso aqui - a carta que acompanha a Bracke, bem como a crítica do projeto de programa - foi enviado a Bracke em 1875, pouco antes do Congresso de Unificação de Gotha para comunicação a Geib, Auer, Bebel  e Liebknecht e depois retorna a Marx. (...) Também por questões de lei de imprensa, algumas frases são apenas indicadas por pontos. Onde eu tive que escolher uma expressão mais suave, ela é colocada entre colchetes. Caso contrário, a impressão é literal.” Engels, Prefácio da Obra, Londres, 6 de janeiro de 1891. 
O bisneto de Marx, Marcel Charles Longuet, doou o manuscrito original ao Instituto para o Marxismo-Leninismo do Comitê Central do Partido Comunista da União Soviética no outono de 1960. 

## Conteúdo
A obra oferece um detalhamento de Marx sobre questões programáticas de estratégia revolucionária, o documento discute a “ ditadura do proletariado ”, o período de transição do capitalismo para o comunismo, o internacionalismo proletário e o partido da classe trabalhadora. É notável também por anunciar os princípios de " A cada um de acordo com sua contribuição " como base para uma "fase inferior" da sociedade comunista logo após a transição do capitalismo e " De cada um de acordo com sua capacidade, a cada um de acordo com suas necessidades" como base para uma futura "fase superior" da sociedade comunista. Ao descrever a fase inferior, ele afirma que "o indivíduo recebe da sociedade exatamente o que ele dá a ela" e defende a remuneração na forma de vales-trabalho intransferíveis como oposição ao dinheiro. 
A Crítica do Programa de Gotha, publicada após a morte de Marx, foi um dos últimos grandes escritos do autor. A carta tem o nome do Programa de Gotha , uma proposta de manifesto da base ideológica do partido para um próximo congresso que aconteceria na cidade de Gotha. No congresso do partido, os social democratas (SDAP ou "Eisenachers", pois tinham com sede a cidade de Eisenach) planejou unir-se à Associação Geral dos Trabalhadores Alemães (ADAV, "Lassaleanos", de Ferdinand Lassalle) para formar um partido unificado. Os social-democratas enviaram o esboço do programa para um partido unido, para que Marx comentasse. Ele achou o programa influenciado negativamente por Lassalle, a quem Marx considerava um oportunista disposto a limitar as demandas do movimento dos trabalhadores em troca de concessões do governo. No entanto, o congresso foi realizado em Gotha no final de maio de 1875 e o projeto de programa foi aceito com apenas pequenas alterações pelo que se tornaria o poderoso "Partido Social Democrata da Alemanha" (SPD). A carta programática de Marx só foi publicada por Engels muito mais tarde, em 1891, quando o SPD declarou sua intenção de adotar um novo programa, resultando no chamado "Programa Erfurt" de 1891. 